# Cologne Falcons
I Cologne Falcons sono una squadra di football americano di Colonia, in Germania; fondati nel 1994, hanno vinto 2 Junior Bowl.

## Dettaglio stagioni

### Amichevoli
| Stagione | Vin | Par | Per | Tot | PF | PS | avversaria          |
| -------- | --- | --- | --- | --- | -- | -- | ------------------- |
| 2018     | 0   | 0   | 1   | 1   | 0  | 50 | Reykjavík Einherjar |
| Totale   | 0   | 0   | 1   | 1   | 0  | 50 |                     |

### Tornei nazionali

#### Campionato

##### GFL
| Stagione | regular season | regular season | regular season | regular season | regular season | regular season | playoff | playoff | playoff | playoff | playoff | playoff          | playoff             |
|          | Vin            | Par            | Per            | Tot            | PF             | PS             | Vin     | Per     | Tot     | PF      | PS      | risultato        | avversaria          |
| -------- | -------------- | -------------- | -------------- | -------------- | -------------- | -------------- | ------- | ------- | ------- | ------- | ------- | ---------------- | ------------------- |
| 2005     | 5              | 0              | 7              | 12             | 178            | 324            | -       | -       | -       | -       | -       | -                | -                   |
| 2006     | 5              | 1              | 6              | 12             | 248            | 333            | 0       | 1       | 1       | 0       | 62      | Quarti di finale | Marburg Mercenaries |
| 2007     | 3              | 0              | 9              | 12             | 210            | 377            | -       | -       | -       | -       | -       | -                | -                   |
| 2008     | 2              | 1              | 9              | 12             | 206            | 286            | 0       | 2       | 2       | 40      | 52      | Retrocessi       | Assindia Cardinals  |
| 2013     | 2              | 0              | 12             | 14             | 209            | 503            | 1       | 1       | 2       | 48      | 47      | Non retrocessi   | Bielefeld Bulldogs  |
| 2014     | 7              | 0              | 5              | 12             | 345            | 352            | 1       | 1       | 2       | 36      | 80      | Semifinale       | New Yorker Lions    |
| Totale   | 24             | 2              | 48             | 74             | 1396           | 2175           | 2       | 5       | 7       | 124     | 241     |                  |                     |

Fonti: Enciclopedia del Football - A cura di Roberto Mezzetti

##### Damenbundesliga
| Stagione | regular season | regular season | regular season | regular season | regular season | regular season | playoff | playoff | playoff | playoff | playoff | playoff    | playoff               |
|          | Vin            | Par            | Per            | Tot            | PF             | PS             | Vin     | Per     | Tot     | PF      | PS      | risultato  | avversaria            |
| -------- | -------------- | -------------- | -------------- | -------------- | -------------- | -------------- | ------- | ------- | ------- | ------- | ------- | ---------- | --------------------- |
| 2009     | 0              | 0              | 6              | 6              | 46             | 224            | -       | -       | -       | -       | -       | -          | -                     |
| 2010     | 0              | 0              | 6              | 6              | 34             | 242            | -       | -       | -       | -       | -       | -          | -                     |
| 2011     | 2              | 0              | 4              | 6              | 58             | 107            | 0       | 1       | 1       | 10      | 46      | Wild Card  | Crailsheim Hurricanes |
| 2012     | 5              | 0              | 3              | 8              | 155            | 130            | 0       | 1       | 1       | 14      | 58      | Semifinale | Düsseldorf Blades     |
| 2018     | 5              | 0              | 1              | 6              | 86             | 25             | 0       | 1       | 1       | 14      | 27      | Semifinale | Berlin Kobra Ladies   |
| 2019     | 3              | 1              | 2              | 6              | 83             | 65             | 0       | 1       | 1       | 10      | 19      | Semifinale | Berlin Kobra Ladies   |
| Totale   | 15             | 1              | 22             | 38             | 460            | 793            | 0       | 4       | 4       | 48      | 150     |            |                       |

Fonti: Enciclopedia del Football - A cura di Roberto Mezzetti

##### GFL2
| Stagione | regular season | regular season | regular season | regular season | regular season | regular season | playoff | playoff | playoff | playoff | playoff | playoff   | playoff             |
|          | Vin            | Par            | Per            | Tot            | PF             | PS             | Vin     | Per     | Tot     | PF      | PS      | risultato | avversaria          |
| -------- | -------------- | -------------- | -------------- | -------------- | -------------- | -------------- | ------- | ------- | ------- | ------- | ------- | --------- | ------------------- |
| 2004     | 12             | 1              | 1              | 14             | 496            | 245            | 2       | 0       | 2       | 92      | 21      | Promossi  | Hannover Musketeers |
| 2009     | 9              | 0              | 5              | 14             | 295            | 253            | -       | -       | -       | -       | -       | -         | -                   |
| 2010     | 3              | 1              | 10             | 14             | 303            | 498            | -       | -       | -       | -       | -       | -         | -                   |
| 2011     | 1              | 1              | 8              | 10             | 47             | 216            | -       | -       | -       | -       | -       | -         | -                   |
| 2012     | 11             | 0              | 3              | 14             | 480            | 262            | 1       | 1       | 2       | 73      | 52      | Promossi  | Lübeck Cougars      |
| Totale   | 36             | 3              | 27             | 66             | 1621           | 1474           | 3       | 1       | 4       | 165     | 73      |           |                     |

Fonti: Enciclopedia del Football - A cura di Roberto Mezzetti

##### Aufbauliga/DBL2
| Stagione | regular season | regular season | regular season | regular season | regular season | regular season | playoff | playoff | playoff | playoff | playoff | playoff     | playoff                     |
|          | Vin            | Par            | Per            | Tot            | PF             | PS             | Vin     | Per     | Tot     | PF      | PS      | risultato   | avversaria                  |
| -------- | -------------- | -------------- | -------------- | -------------- | -------------- | -------------- | ------- | ------- | ------- | ------- | ------- | ----------- | --------------------------- |
| 2008     | 1              | 0              | 3              | 4              | 24             | 104            | -       | -       | -       | -       | -       | -           | -                           |
| 2013     | 3              | 0              | 0              | 3              | 72             | 12             | 2       | 0       | 2       | 82      | 19      | Campionesse | Stuttgart Scorpions Sisters |
| 2014     | 2              | 0              | 2              | 4              | 70             | 75             | 0       | 1       | 1       | 0       | 9       | Semifinale  | Kiel Baltic Witches         |
| 2015     | 8              | 0              | 2              | 10             | 264            | 100            | 0       | 1       | 1       | 6       | 48      | Semifinale  | Mainz Golden Eagles         |
| 2016     | 4              | 0              | 3              | 7              | 228            | 162            | 1       | 1       | 2       | 40      | 64      | Finale      | Mülheim Shamrocks           |
| 2017     | 6              | 0              | 0              | 6              | 250            | 14             | 3       | 0       | 3       | 170     | 6       | Campionesse | Cologne Ronin               |
| Totale   | 24             | 0              | 10             | 34             | 908            | 467            | 6       | 3       | 9       | 298     | 146     |             |                             |

Fonti: Enciclopedia del Football - A cura di Roberto Mezzetti

##### Regionalliga
| Stagione | regular season | regular season | regular season | regular season | regular season | regular season | playoff | playoff | playoff | playoff | playoff | playoff   | playoff       |
|          | Vin            | Par            | Per            | Tot            | PF             | PS             | Vin     | Per     | Tot     | PF      | PS      | risultato | avversaria    |
| -------- | -------------- | -------------- | -------------- | -------------- | -------------- | -------------- | ------- | ------- | ------- | ------- | ------- | --------- | ------------- |
| 2002     | 5              | 0              | 9              | 14             | 153            | 263            | -       | -       | -       | -       | -       | -         | -             |
| 2003     | 8              | 0              | 2              | 10             | 371            | 138            | 1       | 0       | 1       | 49      | 7       | Promossi  | Weyhe Vikings |
| 2016     | 4              | 0              | 6              | 10             | 189            | 224            | -       | -       | -       | -       | -       | -         | -             |
| 2017     | 4              | 0              | 6              | 10             | 141            | 200            | -       | -       | -       | -       | -       | -         | -             |
| 2018     | 7              | 1              | 4              | 12             | 227            | 167            | -       | -       | -       | -       | -       | -         | -             |
| 2019     | 4              | 0              | 8              | 12             | 145            | 293            | -       | -       | -       | -       | -       | -         | -             |
| Totale   | 32             | 1              | 35             | 68             | 1226           | 1285           | 1       | 0       | 1       | 49      | 7       |           |               |

Fonti: Enciclopedia del Football - A cura di Roberto Mezzetti

##### Oberliga
| Stagione | regular season | regular season | regular season | regular season | regular season | regular season | playoff | playoff | playoff | playoff | playoff | playoff   | playoff    |
|          | Vin            | Par            | Per            | Tot            | PF             | PS             | Vin     | Per     | Tot     | PF      | PS      | risultato | avversaria |
| -------- | -------------- | -------------- | -------------- | -------------- | -------------- | -------------- | ------- | ------- | ------- | ------- | ------- | --------- | ---------- |
| 2001     | 8              | 0              | 1              | 9              | 237            | 58             | -       | -       | -       | -       | -       | -         | -          |
| 2008     | 4              | 1              | 5              | 10             | 170            | 240            | -       | -       | -       | -       | -       | -         | -          |
| 2009     | 5              | 0              | 5              | 10             | 171            | 231            | -       | -       | -       | -       | -       | -         | -          |
| 2010     | 4              | 0              | 6              | 10             | 145            | 224            | -       | -       | -       | -       | -       | -         | -          |
| 2011     | 2              | 0              | 8              | 10             | 113            | 309            | -       | -       | -       | -       | -       | -         | -          |
| 2012     | 3              | 0              | 7              | 10             | 132            | 232            | -       | -       | -       | -       | -       | -         | -          |
| 2014     | 9              | 0              | 1              | 10             | 320            | 131            | -       | -       | -       | -       | -       | -         | -          |
| 2015     | 9              | 0              | 0              | 9              | 315            | 98             | -       | -       | -       | -       | -       | -         | -          |
| Totale   | 44             | 1              | 33             | 78             | 1603           | 1523           | -       | -       | -       | -       | -       |           |            |

Fonti: Enciclopedia del Football - A cura di Roberto Mezzetti

##### Verbandsliga
| Stagione | regular season | regular season | regular season | regular season | regular season | regular season | playoff | playoff | playoff | playoff | playoff | playoff   | playoff    |
|          | Vin            | Par            | Per            | Tot            | PF             | PS             | Vin     | Per     | Tot     | PF      | PS      | risultato | avversaria |
| -------- | -------------- | -------------- | -------------- | -------------- | -------------- | -------------- | ------- | ------- | ------- | ------- | ------- | --------- | ---------- |
| 1998     | 2              | 0              | 6              | 8              | 140            | 196            | -       | -       | -       | -       | -       | -         | -          |
| 1999     | 2              | 0              | 6              | 8              | 88             | 157            | -       | -       | -       | -       | -       | -         | -          |
| 2000     | 7              | 0              | 1              | 8              | 244            | 53             | -       | -       | -       | -       | -       | -         | -          |
| 2007     | 10             | 0              | 0              | 10             | 289            | 66             | -       | -       | -       | -       | -       | -         | -          |
| 2013     | 9              | 0              | 1              | 10             | 350            | 96             | -       | -       | -       | -       | -       | -         | -          |
| Totale   | 30             | 0              | 14             | 44             | 1111           | 568            | -       | -       | -       | -       | -       |           |            |

Fonti: Enciclopedia del Football - A cura di Roberto Mezzetti

##### Landesliga
| Stagione | regular season | regular season | regular season | regular season | regular season | regular season | playoff | playoff | playoff | playoff | playoff | playoff   | playoff    |
|          | Vin            | Par            | Per            | Tot            | PF             | PS             | Vin     | Per     | Tot     | PF      | PS      | risultato | avversaria |
| -------- | -------------- | -------------- | -------------- | -------------- | -------------- | -------------- | ------- | ------- | ------- | ------- | ------- | --------- | ---------- |
| 1995     | 1              | 0              | 4              | 5              | 54             | 217            | -       | -       | -       | -       | -       | -         | -          |
| 1996     | 1              | 1              | 5              | 7              | 104            | 146            | -       | -       | -       | -       | -       | -         | -          |
| 1997     | 7              | 0              | 5              | 12             | 220            | 137            | -       | -       | -       | -       | -       | -         | -          |
| 2006     | 8              | 0              | 0              | 8              | 264            | 106            | -       | -       | -       | -       | -       | -         | -          |
| 2019     | 3              | 1              | 4              | 8              | 116            | 194            | -       | -       | -       | -       | -       | -         | -          |
| Totale   | 20             | 2              | 18             | 40             | 758            | 800            | -       | -       | -       | -       | -       |           |            |

Fonti: Enciclopedia del Football - A cura di Roberto Mezzetti

##### NRW-Liga
| Stagione | regular season | regular season | regular season | regular season | regular season | regular season | playoff | playoff | playoff | playoff | playoff | playoff                | playoff    |
|          | Vin            | Par            | Per            | Tot            | PF             | PS             | Vin     | Per     | Tot     | PF      | PS      | risultato              | avversaria |
| -------- | -------------- | -------------- | -------------- | -------------- | -------------- | -------------- | ------- | ------- | ------- | ------- | ------- | ---------------------- | ---------- |
| 2018     | 6              | 0              | 0              | 6              | 214            | 30             | 1       | 1       | 2       | 59      | 46      | Secondo posto/Promossi | [ 4 ]      |
| Totale   | 6              | 0              | 0              | 6              | 214            | 30             | 1       | 1       | 2       | 59      | 46      |                        |            |

Fonti: Enciclopedia del Football - A cura di Roberto Mezzetti

### Tornei internazionali

#### European Football League (dal 2014)
| Stagione | regular season | regular season | regular season | regular season | regular season | regular season | playoff | playoff | playoff | playoff | playoff | playoff   | playoff    |
|          | Vin            | Par            | Per            | Tot            | PF             | PS             | Vin     | Per     | Tot     | PF      | PS      | risultato | avversaria |
| -------- | -------------- | -------------- | -------------- | -------------- | -------------- | -------------- | ------- | ------- | ------- | ------- | ------- | --------- | ---------- |
| 2014     | 1              | 0              | 1              | 2              | 70             | 76             | -       | -       | -       | -       | -       | -         | -          |
| Totale   | 1              | 0              | 1              | 2              | 70             | 76             | -       | -       | -       | -       | -       |           |            |

Fonti: Enciclopedia del Football - A cura di Roberto Mezzetti

## Palmarès
- 2 Junior Bowl (2011, 2012)